# 四軛
軛，又作扼，佛教術語，指能束縛眾生，使他們不能解脫，離開輪迴的事物與見解，為煩惱的異名之一。一般分為四大類，稱為四軛，或四扼，即欲軛、有軛、見軛、無明軛。

## 概論
軛，原是指扼制牛馬頸部，使其工作、駕車，無法逃離的裝置。佛教借此作為譬喻，指繫縛眾生，使其無法逃離輪迴的煩惱。在古印度宗教中，軛又有統一、連結、相應的意思，是一種經由沉思默觀，讓身心統一的禪修技術。使用於這個狀況時，譯為瑜伽。
佛教中很早就使用軛這個術語。當作為煩惱來解釋時，它與漏、瀑流、結縛有類似的意義。